# Castello di Monticelli d’Ongina
Das Castello di Monticelli d’Ongina, auch Rocca Pallavicino-Casali genannt, ist eine mittelalterliche Burg im Zentrum der Gemeinde Monticelli d’Ongina in der italienischen Emilia-Romagna. Die Festung, eine der beeindruckendsten in der Poebene, war unter den Pallavicini ein Verteidigungsbollwerk und ein raffinierter Hof, unter den Markgrafen Casali ein majestätischer Familiensitz und dominiert das Land in der Nähe des Po zwischen den Städten Cremona und Piacenza.

## Geschichte
Die erste urkundliche Erwähnung der Burg stammt aus dem Jahr 1298, als die Stadt Cremona die Siedlung Monticelli d’Ongina befestigte, um ihre Kontrolle über den Po und die umgebenden Ländereien zu verstärken. Der Bau der Burg, wie wir sie heute sehen können, ist Rolando Pallavicino geschuldet, der die Herrschaft über Monticelli d’Ongina Anfang des 15. Jahrhunderts erlangte. Den Bau ließ sein Sohn Carlo, der Bischof von Lodi, vollenden, der auch mit den Verzierungen in der Palastkapelle, die er für seine Gebete nutzte, Benedetto und Bonifacio Bembo beauftragte. Nach dem Tod von Carlo Pallavicino fielen die Burg und das Lehen von Monticelli d’Ongina an seine Neffen und schließlich an eine Nichte, die sich mit Gregorio Casali, einem Mitglied der Familie Casali aus Bologna, verheiratete. Dieser war ein fähiger Diplomat, den der englische König Heinrich VIII. damit beauftragte, die Beziehungen Englands zum Kirchenstaat zu pflegen. Seine Erben, die Markgrafen Casali, lebten viele Generationen lang in der Burg, bis sie diese 1957 an die Pfarrei San Lorenzo Martire verkauften, die heute noch Eigentümerin ist.

## Beschreibung
Die Burg, die vollständig aus Mauerziegeln erbaut ist und die typische Struktur von Burgen in der Provinz Piacenza in der Ebene hat, hat einen rechteckigen Grundriss mit Innenhof, sowie vier Rundtürme, die an den Ecken hervorspringen und über die Kurtine hinausragen. Die beiden Eingänge auf der Ost- und der Westseite sind durch Bergfriede geschützt, die Zeichen der „Bolzen“ der Zugbrücken tragen, die heute durch gemauerte Brücken ersetzt sind. In der Kapelle kann man Fresken mit Szenen aus dem Evangelium und Episoden aus dem Leben des Heiligen Bassianus, des Patrons von Lodi, geschaffen von Bonifacio und Benedetto Bembo, bewundern. Die Adelssalons, die heute für Ausstellungen von Gemälden und Fotografien genutzt werden, sind mit Fresken dekoriert, auf denen die Ehre der Familie Casali und Allegorien der vier Jahreszeiten dargestellt sind. Im oberen Stockwerk des östlichen Bergfrieds liegen die Räume, die einst als Gefängnis genutzt wurden und an den Wänden – heute noch sichtbar – die Graffiti der Gefangenen tragen.

## Museen
In den Kellern der Burg sind das Aquarium und das ethnografische Museum des Po, das Bauernmuseum und das archäologische Museum untergebracht.

## FAI – Fondo Ambiente Italiano
Das Castello di Monticelli d’Ongina gewann 2013 den Spezialpreis „Classe Amica FAI“.
2020 wurde die Burg an die 98. Stelle in der zehnten Ausgabe der Kampagne I Luoghi del Cuore (dt.: Orte des Herzens) positioniert. Bemerkenswert ist auch, dass sie der am häufigsten gewählte Ort in der Provinz Piacenza war, an dritter Stelle in der Emilia-Romagna und an dritter Stelle aller in Italien gewählten Burgen.

## Einzelnachweise

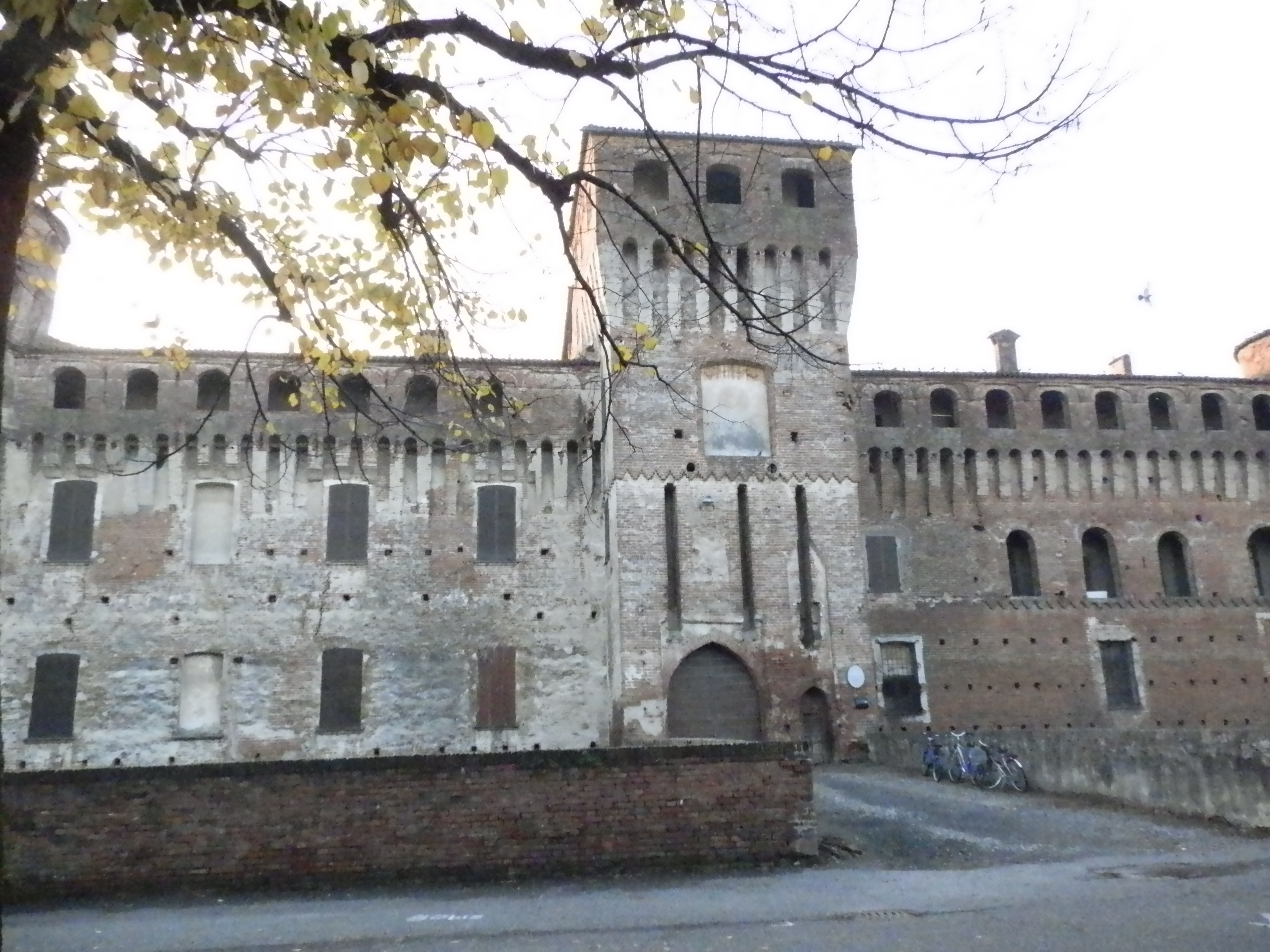
Bergfried und Eingang zur Burg